# Ni'ma und seine Sklavin Nu'm

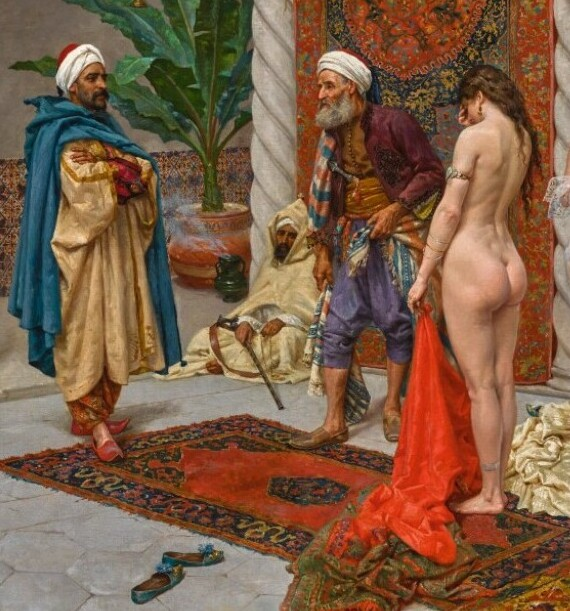
Die Sängersklavin Nu'm wird dem Kalifen Abd al-Malik Ibn Marwan präsentiert. Gemälde von Giulio Rosati (1857–1917).

Ni'ma und seine Sklavin Nu'm, auch Ni'ma und Nu'm, ist eine Liebesgeschichte aus den Geschichten von Tausendundeine Nacht. In der Arabian Nights Encyclopedia wird sie als ANE 62 gelistet. Sie ist Teil der größeren Erzählung Kamarassaman und Budur (ANE 61).
Das Märchen spielt zwischen den Jahren 694 und 705 und erzählt von dem Liebespaar Ni'ma und seiner Sängersklavin und Gattin Nu'm. Als Nu'm entführt und nach Damaskus wird, um dem Umayyaden-Kalifen Abd al-Malik Ibn Marwan als Sklavin angeboten zu werden, macht sich Ni'ma auf, um seine Geliebte zu retten.

## Handlung

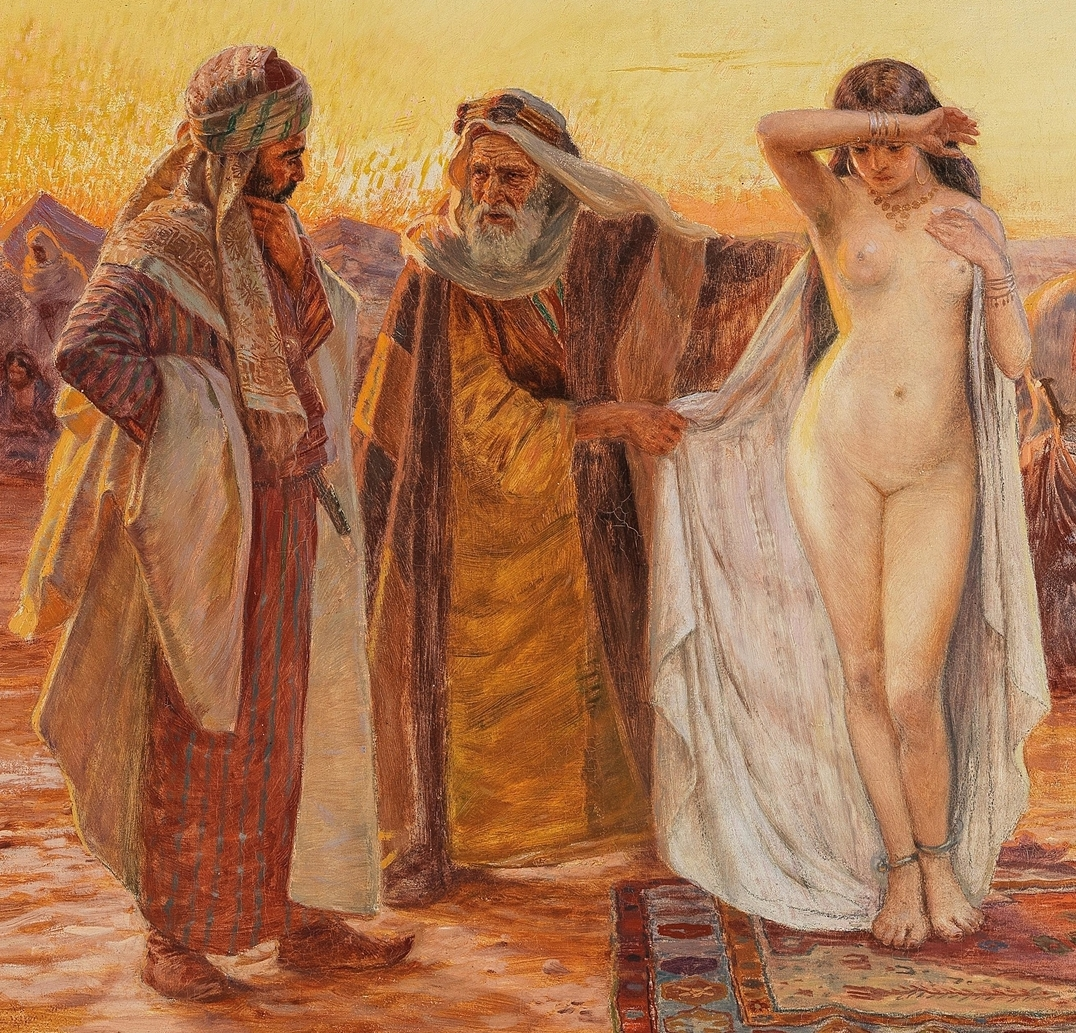
Nu'ms Mutter wird als Sklavin an Ni'mas Vater verkauft. Gemälde von Otto Pilny (1866–1936).

Einst lebte in der irakischen Stadt Kufa ein alteingesessener und wohlhabender Mann namens al-Rabi Ibn Hatim, der von Gott und seiner Frau mit einem kleinen Sohn namens Ni'ma beschenkt worden war. Eines Tages besuchte er den Sklavenmarkt und sah eine Sklavin namens Taufiq zum Kauf angeboten, die ein kleines Mädchen, fast noch ein Säugling bei der Hand hielt. Die Schönheit und Anmut des Mädchen bewegen ihn dazu Mutter und Tochter für 50 Dinar zu erstehen und mit in sein Haus zu nehmen. Das Mädchen mit Namen Su'da bekam von Ibn Hatims Cousine den Namen Nu'm und wuchs zusammen mit Ibn Hatims Sohn Na'im im Haus auf. Die beiden gleichaltrigen Kinder standen sich nahe und nannten sich gegenseitig Bruder und Schwester, bis Ibn Hatim seinem zehnjährigen Sohn erklärte, dass Nu'm nicht seine Schwester, sondern eine Sklavin ist, die er für seinen Sohn gekauft hatte. Ni'ma erklärte seinen Entschluss Nu'm heiraten zu wollen und erhielt den Segen seiner Eltern. Die beiden heirateten, vollzogen die Ehe und ihre Liebe wuchs mit jedem Tag, wobei Nu'm aber ihren Status als Sklavin nicht verließ. Die Jahre vergingen, bis beide das vierzehnte Lebensjahr erreichten.
In dieser Zeit war Nu'm im Haus der Familie in den Disziplinen einer Sängersklavin ausgebildet worden. Sie hatte Lesen und Schreiben, Schachspiel, Gesang, Dichtung und das Spielen aller Musikinstrumente gelernt und war zur schönsten Sklavin von ganz Kufa geworden. Eines Tages hörte der Statthalter al-Haddschadsch ibn Yusuf al-Thaqafi den Gesang von Nu'm und beschloss sie als Sklavin dem Kalifen Abd al-Malik Ibn Marwan zu schenken. So entsandte er seine alte Haushofmeisterin als pilgernde Bettlerin verkleidet zum Anwesen von Nu'm und Ni'ma, damit sie sich ein Bild machen konnte. Da beide gottesfürchtig waren, ließen sie die Frau, die sich als ehemalige Haushofmeisterin des Kalifen Abd al-Malik Ibn Marwan vorstellte, herein, bewirteten sie und ließen sie sogar bei sich übernachten. Am nächsten Tag kehrte sie zu al-Haddschadsch ibn Yusuf zurück, berichtete ihm und ersonn einen Plan, um Nu'm in ihre Gewalt zu bringen.

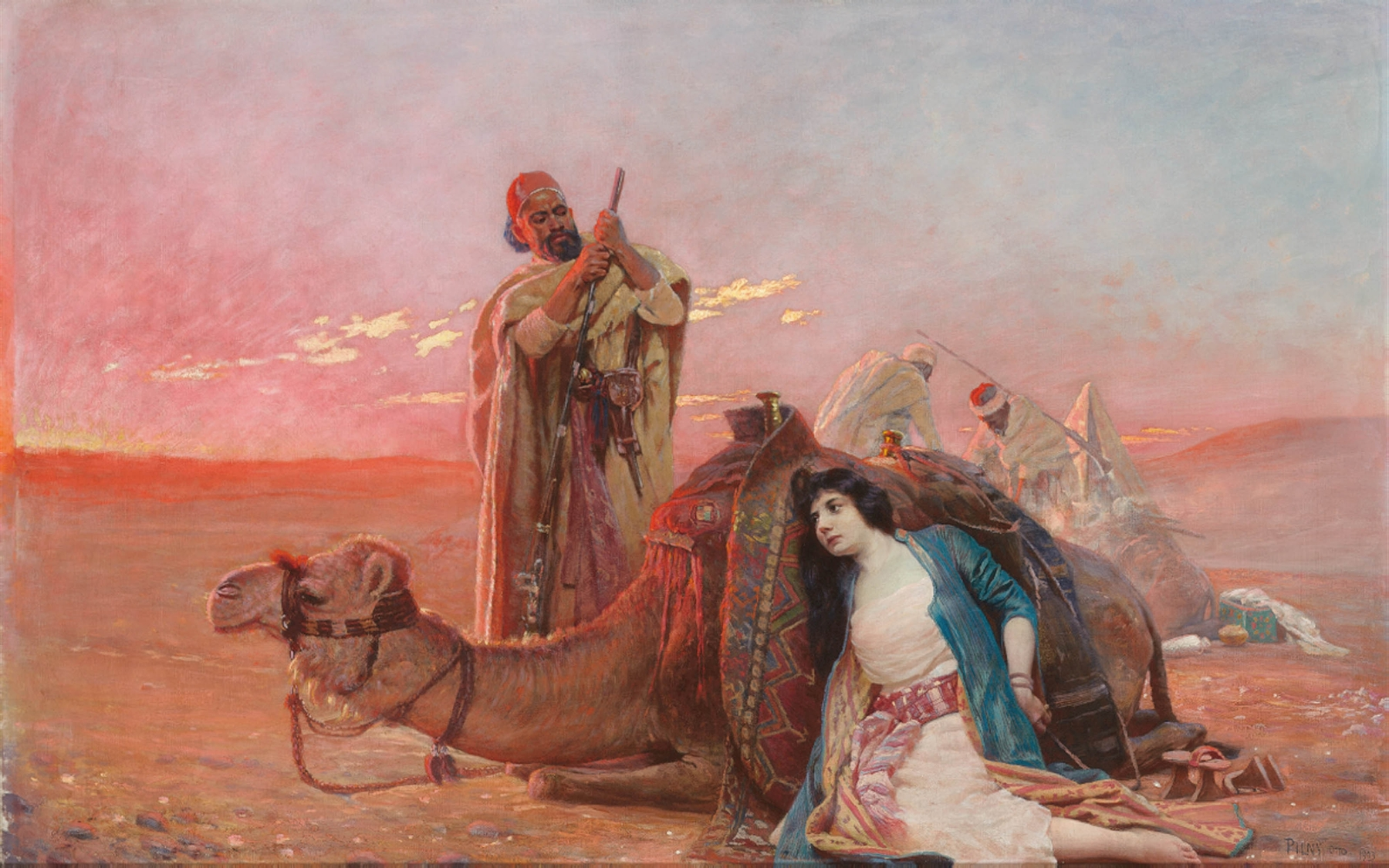
Nu'm wird nach Damaskus entführt. Gemälde: Otto Pilny (1866–1936).

Die Alte besuchte einen Monat lang immer wieder Ni'ma und Nu'm und betete in ihrem Haus, während das Paar sie mit ihrer Gunst überhäufte. Nachdem Nu'm Vertrauen zu der Alten gefasst hatte, schlug diese ihr schließlich vor in Abwesenheit Ni'mas vor, sie für einen kurzen Ausflug zu einer Pilgerstätte mitzunehmen, und als ihre Schwiegermutter ihre Zustimmung gab, folgte Nu'm der Alten aus dem Haus. Damit war das Mädchen in die Falle getappt. Al-Hadddadsch entführte Nu'm zunächst in seinen Palast, ehe er sie von fünfzig Reitern bewacht direkt nach Damaskus zum Kalifen Abd al-Malik Ibn Marwan schickte. In einem Brief behauptete er, dass er die Sklavin auf dem Markt gekauft hatte und verschwieg die Entführung. Der Kalif Abd al-Malik verliebte sich in das schöne Mädchen, das angesichts des ihr zugestoßenen schrecklichen Schicksals nicht aufhören konnte zu weinen und darüber schwer krank wurde.
In Kufa musste Ni'ma derweil feststellen, dass seine Ehefrau und Sklavin ihm durch eine List geraubt worden war und er beschwerte sich beim Polizeiminister und sogar beim Statthalter al-Haddschadsch persönlich, der vorgeblich nach dem Mädchen suchen ließ, ohne sie natürlich zu finden. So vergingen drei Monate, in denen Ni'ma ob der Trennung von Nu'm krank wurde. Schließlich suchten seine Eltern Rat bei einem weisen persischen Arzt, der Ni'mas Krankheit als schwere Depression durch die Trennung von seiner Geliebten diagnostizierte. Als Ni'mas Vater die ganze Geschichte erzählte, kam der Perser zu der Ansicht, dass Nu'm wahrscheinlich nach Damaskus entführt worden war. Er ersann eine List und bat um zehntausend Dinare und dass Ni'ma ihn nach Damaskus begleitete. Sie erreichten die Stadt schließlich nach einer langen Reise über Mossul und Aleppo; in Damaskus mieteten sie einen Laden und gaben sich als Vater und Sohn aus, die zusammen einen Handelswarenladen führten.

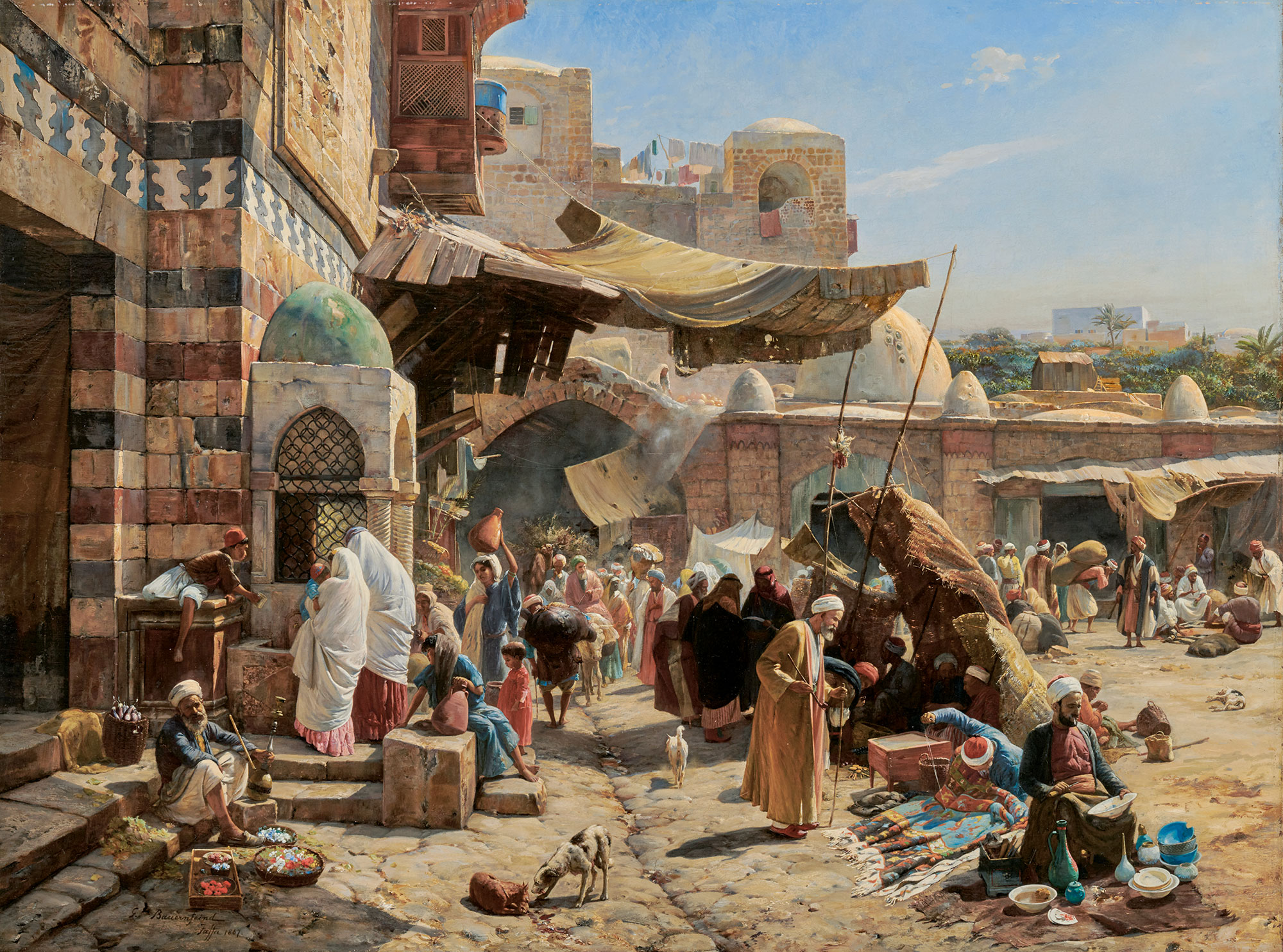
Straßenszene in Damaskus. Gemälde: Gustav Bauernfeind, 1887

Schließlich begann der Perser in seiner Eigenschaft als Arzt und Apotheker Arzneien herzustellen, die so gut waren, dass sich sein Ruf bald in der ganzen Stadt herumsprach und auch die Häuser der Reichen und Mächtigen erreichte. Durch eine geschickte Vorgehensweise versuchte der Perser Informationen über diejenigen einzuholen, denen die Arzneien verschrieben wurden. Eines Tages kam eine alte Frau zu ihm und bat um eine Arznei. Auf die genaue Frage des Perser, für wen und welche Krankheit sie bestimmt sei, erklärte sie, dass sie für das aus dem irakischen Kufa stammende Sklavenmädchen Nu'm bestimmt war. Der Perser bereitete eine Arznei vor und Ni'ma, der wie der Perser wusste, dass sie Nu'm gefunden hatten, schrieb einige Liebeszeilen und seinen Namen auf einen Zettel, den er heimlich in die Arznei steckte. Im Palast des Kalifen entdeckte die gefangene Nu'm die Botschaft ihres Liebsten und schöpfte wieder Hoffnung und Lebenskraft. Auch schrieb sie selbst eine Mitteilung an ihren Geliebten und übergab diese der Alten für deren nächsten Besuch im Laden des Persers.
Nun begab sich die Alte wieder zu Ni'ma und dem Perser und übergab den Brief zusammen mit eintausend Dinar, die der Kalif als Lohn dafür gab, dass seine Sklavin von ihrer Krankheit genesen war. Als Ni'ma den Brief las, fiel er in Ohnmacht und schließlich offenbarte der Perser den Grund und erzählte der Alten, dass Nu'm die Sklavin von Ni'ma war und was ihnen widerfahren war. Die Alte war berührt und entschied sich zu helfen. Sie verkleidete Ni'ma als eine Sklavin. Unter dem Vorwand, dass diese von Nu'm gekauft werden solle, brachte die Alte ihn in den Kalifenpalast. Da traf er auf die Schwester des Kalifen Abd al-Malik, die enttarnte, dass er ein Mann war. Ni'ma rettete sich, indem er ihr die Wahrheit erzählte und des Kalifen Schwester, die Mitleid mit ihm hatte, geleitete ihn zu Nu'm. Das Paar war wieder vereint und die Schwester des Kalifen und die alte Kammerzofe begannen mit ihnen einen fröhlichen Abend mit Gesang, Musik und Wein verbrachten.

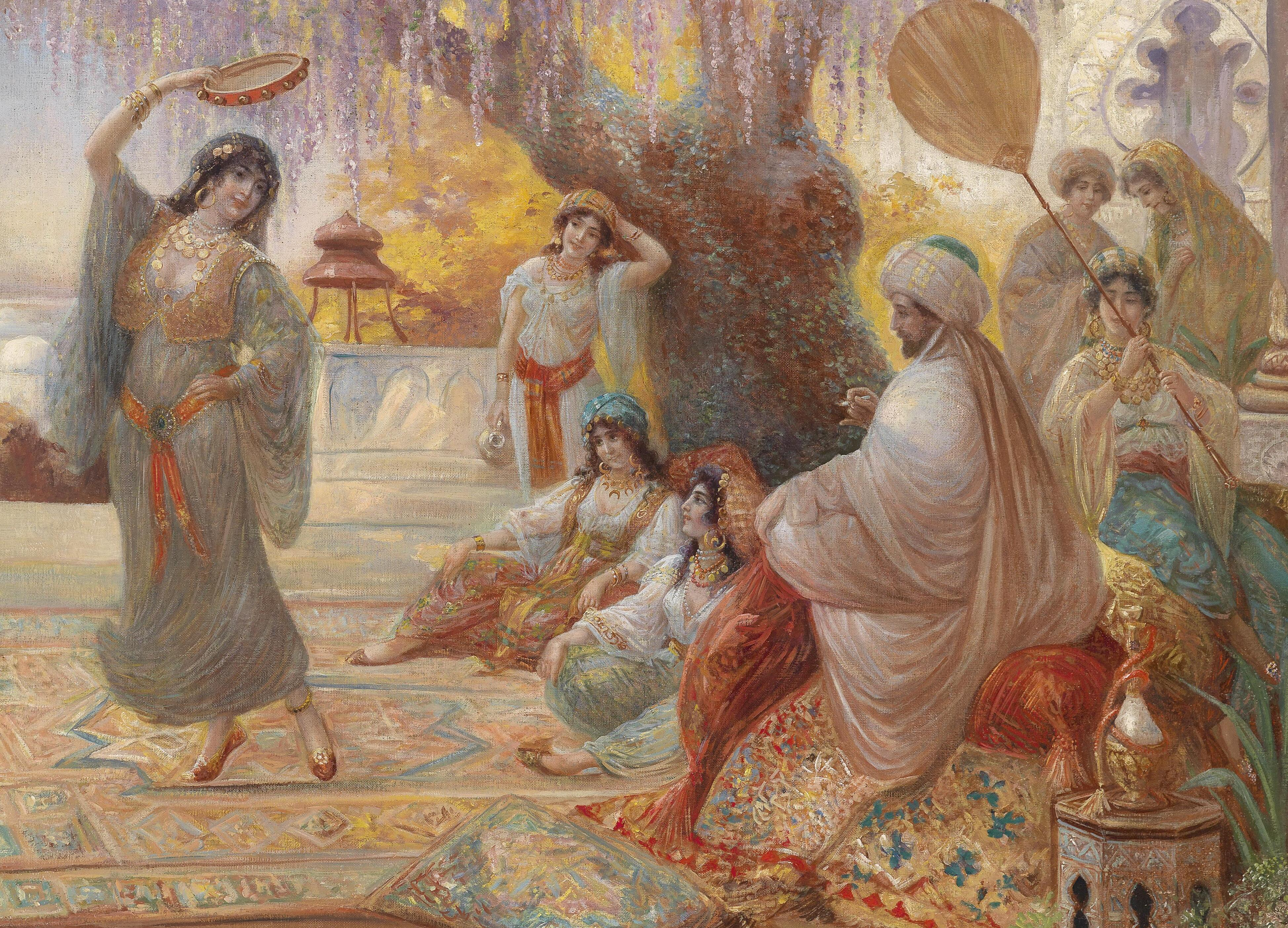
Ni'ma und Nu'm verbringen den Abend mit dem Kalifen Abd al-Malik. Gemälde: Stephan Sedlacek (1868–1936).

Da kam plötzlich der Kalif Abd al-Malik in den Raum und er gesellte sich zu ihnen – da er Ni'mas Verkleidung nicht durchschaute, glaubte er nur unter Frauen zu sein und verbrachte mit ihnen den Abend. Schließlich sah die Schwester des Kalifen die Zeit gekommen, ihren Bruder mit Nu'ms und Ni'mas Geschichte zu konfrontieren. So berichtete sie, wie das Liebespaar getrennt wurde und ein König sich die Sklavin aneignete. Als die Sklavin von ihrem Geliebte und altem Herrn wiedergefunden wurde, wurde er jedoch ertappt und vom König hingerichtet. Nun fragte die Kalifenschwester, wie ihr Bruder den König beurteilte. Abd al-Malik sah das Verhalten des Königs als ungerecht an. Damit hatte Abd al-Maliks Schwester den Kalifen nun dort, wo sie ihn haben wollte und offenbarte ihm die Anwesenheit von Ni'ma und Nu'm und dass er, der Kalif, sich nun entscheiden musste, ob er wie der König in der Geschichte ungerecht sein wolle. Abd al-Malik wollte so nicht sein. Und nachdem Ni'ma ihm die ganze Geschichte von Nu'ms Entführung und ihres Abenteuers erzählt hatte, ließ er die beiden nach Kufa zurückkehren, wo sie glücklich lebten, bis der Tod sie voneinander trennte. Der alte Perser wurde reich beschenkt und einer der Vertrauten des Kalifen.

## Hintergründe

### Herkunft und Textgeschichte
Die Geschichte findet sich in den ägyptischen Manuskripten, dem Reinhard-Manuskript und den frühen arabischen Druckausgaben von Tausendundeine Nacht; sowie im Wortley-Montague-Manuskript. Auf die Kalkutta-II-Edition griffen Richard Francis Burton und Enno Littmann für ihre Übersetzungen zurück; Claudia Ott ihre Übersetzung auf die Wortley-Montague-Schrift.
Mia Gerhardt verordnet den Ursprung der Geschichte in der Bagdader Abbasiden-Zeit.
In der Habicht-Edition wird die Erzählung als Einzelgeschichte dargestellt, während sie in anderen Tausendundeine Nacht-Editionen und Handschriften als Binnenerzählung in die größere Geschichte von Kamarassaman und Budur (ANE 61) eingewoben ist.

### Historischer Hintergrund
Die Geschichte spielt zwischen den Jahren 694 und 705, während der Herrschaft des Umayyaden-Kalifen Abd al-Malik (reg. 685–705) und der irakischen Statthalterschaft von al-Haddschādsch ibn Yūsuf (reg. 694–714). Bei den heiligen Stätten, die Nu'm zusammen mit der Alten in Kufa besuchen will, handelt es sich mit hoher Wahrscheinlichkeit um die für Schiiten bedeutenden Stätten und Gräber in der heutigen Großen Moschee von Kufa.

### Interpretation und Rezeption
Peter Heath sieht in der Geschichte ein herausragendes Beispiel für einen Liebesroman mit zwei Liebenden, die für eine gerechte Sache kämpfen, dem Thema der Liebe gegenüber dem gesellschaftlichen Anstand und dem letztendlichen Triumph des Schicksals. Während ihres Kampfes entwickeln sich die Figuren und erreichen schließlich den Zustand der Reife.

## Wissenswertes
Nu'ms Geburtsname Su'da (arabisch سُعدا, DMG Suʿdā, ‚die Glücklichste‘) ist ihr Sklavenname; eine reale Namensvetterin ist die im 11. Jahrhundert lebende Sängersklavin Su'da, die Mu'tamid bin 'Abbad, einem Herrscher des Taifa-Emirats Sevilla gehörte.
Auch Taufiq, der Name von Nu'ms Mutter, ist ein klassischer Sklavinnenname.

## Ausgaben
- Gustav Weil: Tausend und eine Nacht – Arabische Erzählungen, Karl Müller Verlag, Erlangen 1984 (dt. Erstausgabe 1839), Band 2, S. 282–293.
- Max Habicht: Tausend und eine Nacht – Arabische Erzählungen, F.W. Hendel Verlag, Leipzig 1926, 12 Bände, Band 9, S. 250–280.
- Enno Littmann: Die Erzählungen aus den tausendundein Nächten, Insel Verlag, Frankfurt 1968 (Erstausgabe 1922–1928), 6 Bände (Kalkutta-II-Edition), Band 2, S. 530–561.
- Claudia Ott: Tausendundeine Nacht – Das Buch der Liebe, C.H. Beck, München 2022, S. 164–200.